# Hath-Set
Hath-Set è un personaggio immaginario, un super criminale della DC Comics creato da Gardner Fox e Dennis Neville. Il personaggio è la nemesi ricorrente di Hawkman e Hawkgirl.

## Biografia del personaggio
Il crudele prete egizio Hath-Set comparve per la prima volta in Flash Comics n. 1 (gennaio 1940). Assassinò il Principe Khufu e la principessa Chay-Ara con un pugnale maledetto forgiato con il Metallo Nth, risultando in un ciclo di reincarnazione continua per tutti e tre.
Nel corso dei secoli, fu responsabile dell'assassinio della coppia in molte incarnazioni diverse, e durante la seconda guerra mondiale, si reincarnò nel malvagio Dottor Anton Hastor. Hawkman ed Hawkgirl si riunirono quando affrontarono Hastor e poi, infine, riuscirono a sventare i suoi piani - anche se naturalmente, Hath-Set ci avrebbe ritentato nel corso degli anni.
Nel 1941, Hastor rapì molti prominenti scienziati e mise insieme le loro risorse al fine di costruire un occhio-dirigibile meccanico volante, con una potenza armata capace di distruggere intere città. Il suo piano di conquista del mondo fallì di nuovo per causa di Hawkman, e dei suoi colleghi della All-Star Squadron.
Durante gli anni ottanta, quando si formò la Infinity, Inc., Hath-Set utilizzò la maledizione imposta sulle Aquile per prendere il controllo di loro figlio, Hector Hall, l'Infinitor noto come Silver Scarab, e con lui attaccò la squadra. Fortunatamente, riuscirono a sconfiggere il malvagio prete, ma a costo della vita di Hector.
Oggi, Hath-Set esiste come forma spirituale, e fu in grado di dominare i corpi e le menti di molti dei suoi discendenti, e più recentemente fu una donna di nome Hélène Astar, mentre Hawkman ed Hawkgirl viaggiarono fino in Himalaya per cercare Speed Saunders. Si pensò che Hath-Set si reincarnò quando Astar morì tentando di uccidere le Aquile da sé. Ma ciò che realmente accadde fu che Hath-Set si impossessò del suo corpo semplicemente lasciandola morire, e vi riuscì portando le Aquile a credere falsamente che anche lui era morto.
Hath-Set è al momento in combutta con il corrotto uomo d'affari Kristopher Roderic per uccidere i suoi arcinemici.
Hath-Set fu visto di recente nelle pagine di Nel giorno più splendente n. 1 vivendo nella giungla del Perù. In Bightest Day n. 3 Hawkman ed Hawkgirl scoprirono che Hath-Set andava raccogliendole ossa dei loro corpi precedenti e li voleva utilizzare per costruire una specie di mistico portale. Lo seguirono dentro il portale in un luogo di nome "Hawkworld". In Nel giorno più splendente n. 7, Shiera fu catturata, ed Hath-Set le rivelò che era alleato con la regina di Hawkworld. La storia continua.

## In altri media

### Televisione
- Hath-Set comparve nella puntata "Una storia antica" della serie animata Justice League Unlimited. In una versione lontana dalla sua controparte dei fumetti, viene descritto come un suddito leale delle Aquile; quando Khufu (come Katar Hol) assiste al bacio tra Chay-Ara e Bashari, il suo generale militare più fidato, disse "Vorrei che fossero morti". Hath-Set lo prese per un ordine diretto, e avvelenò i due (invece di ucciderli con il pugnale maledetto di metallo Nth). Scoperta la sua azione, Khufu gli ordinò di andarsene, prima di bere lui stesso il vino avvelenato, arrabbiato di aver perso sua moglie.
- Nell'Arrowverse la storia di Vandal Savage fu fusa con quella di Hath-Set. Infatti in questa versione Savage è un sacerdote egizio che uccise Khufu e Chay-Ara quando scoprì della loro relazione. Ma nello stesso istante in cui deve ciò i tre furono investiti da una pioggia di meteoriti, che donò a Savage l'immortalità e a Chay-Ara e Khufu la capacità di reincarnarsi.